# Зелен пиар
Зелен пиар е област от връзките с обществеността, насочена към комуникирането на корпоративната социална отговорност или екологично съобразните практики на една организация пред нейните публики. Целта на този вид пиар дейности е да подобри репутацията на организацията и да повиши разпознаваемостта ѝ. Тактиките на зеления пиар включват публикуване на еко-новини, присъждането на награди с такава насоченост, общуване с екологични групи.
Терминът произлиза от „зеленото движение“, идеология, която се стреми да се сведе до минимум влиянието на човешката дейност върху околната среда.

## Значение
Опазването на околната среда става все по-популярно сред потребителите и медиите. Според изследване, 85% от потребителите по света са склонни да променят потребителските си навици, за да помогнат утрешният свят да бъде по-добро място, а над половината (55%) биха промотирали продукт, ако зад него стои добра кауза. Проучването показва също, че в ситуация на избор между две марки с едно и също качество и цена, социалната отговорност влияе на решението на потребителите в по-голяма степен (41%), изпреварвайки показатели като дизайн и иновации (32%) и лоялност към марката (26%).

## Етични аспекти
Зеленият пиар се стреми да следва етичните насоки наложени от Етичния кодекс на Американското общество за връзки с обществеността. . Пиар практиците насърчават организациите да прилагат политики за опазване на околната среда, и когато такива вече съществуват ги извеждат като специален акцент в посланията си.